# Храм Кришны (Удипи)
Храм Кришны (англ. Udupi Krishna Temple; канн. ಉಡುಪಿ ಶ್ರೀ ಕೃಷ್ಣ ದೇವಾಲಯ) — индуистский храм в городе Удипи (штат Карнатака, Индия). Популярное место паломничества для последователей вайшнавизма.
Храм Кришны в Удипи также известен под названием Кришна-мутт или Кришна-матх. Кришна-матх был основан великим вайшнавским ачарьей и святым Мадхвой в XIII веке. Мадхвачарья был основоположником философской школы двайты — одной из школ теистической вайшнавской веданты.
Согласно индуистскому преданию, божество Кришны в Удупи было изготовлено более 5000 лет назад из шалаграма-шилы самим Кришной с помощью зодчего богов Вишвакармы. Говорится, что этому божеству поклонялась жена Кришны Рукмини в Двараке. Это мурти изображает Кришну в детском возрасте — эта форма Кришны называется Бала-Кришна. Через некоторое время божество попало к Арджуне, который поклонялся ему и в конце своей жизни спрятал его. С течением времени мурти покрылось толстым слоем глины. Один капитан корабля поднял этот кусок глины на борт своего судна и стал использовать его в качестве балласта. Однажды, корабль этот проплывал мимо берега у деревни Малпе, что в пяти километрах к западу от Удупи. Начался шторм и корабль был близок к тому, чтобы потерпеть крушение. Но Мадхавачарья, находившийся в этот момент на берегу, замахал своей одеждой, привлёк внимание моряков и таким образом спас судно и находившихся на нём людей. В знак благодарности, капитан попросил Мадхвачарью принять в дар любую вещь, которую он увидит на борту корабля. Мадхавачарья забрал с собой кусок глины. Разломав его, он обнаружил прекрасные мурти Кришны и Баларамы. Балараму он установил около Малпе и это божество с тех пор известно под именем Вадабхандешвара. Мурти Кришны Мадхвачарья отнёс в Удупи и установил его в храме. Начатое им поклонение этим божествам не прекращается и по сей день.

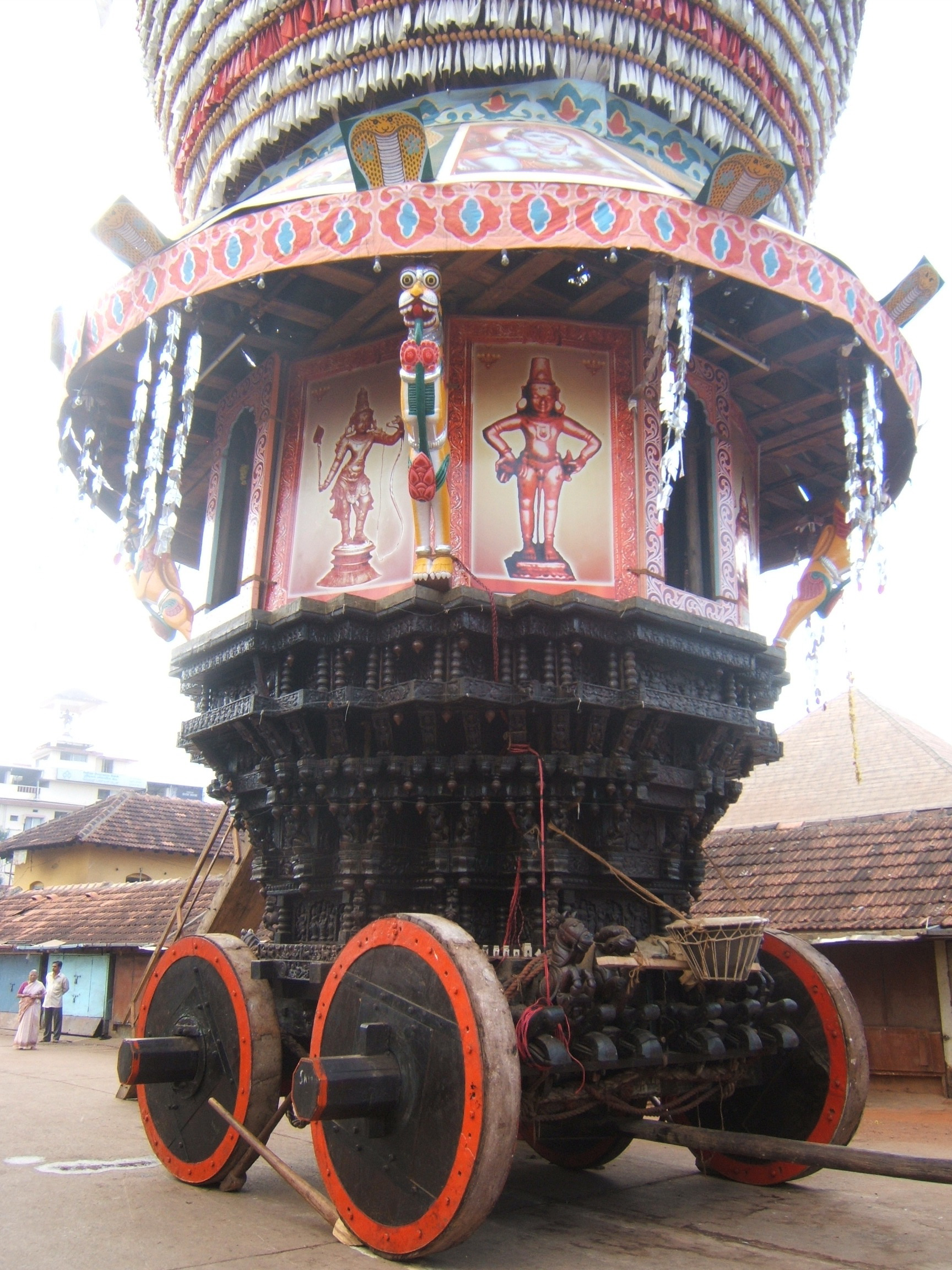
Одна из ратх храма, используемая во время крупных фестивалей.

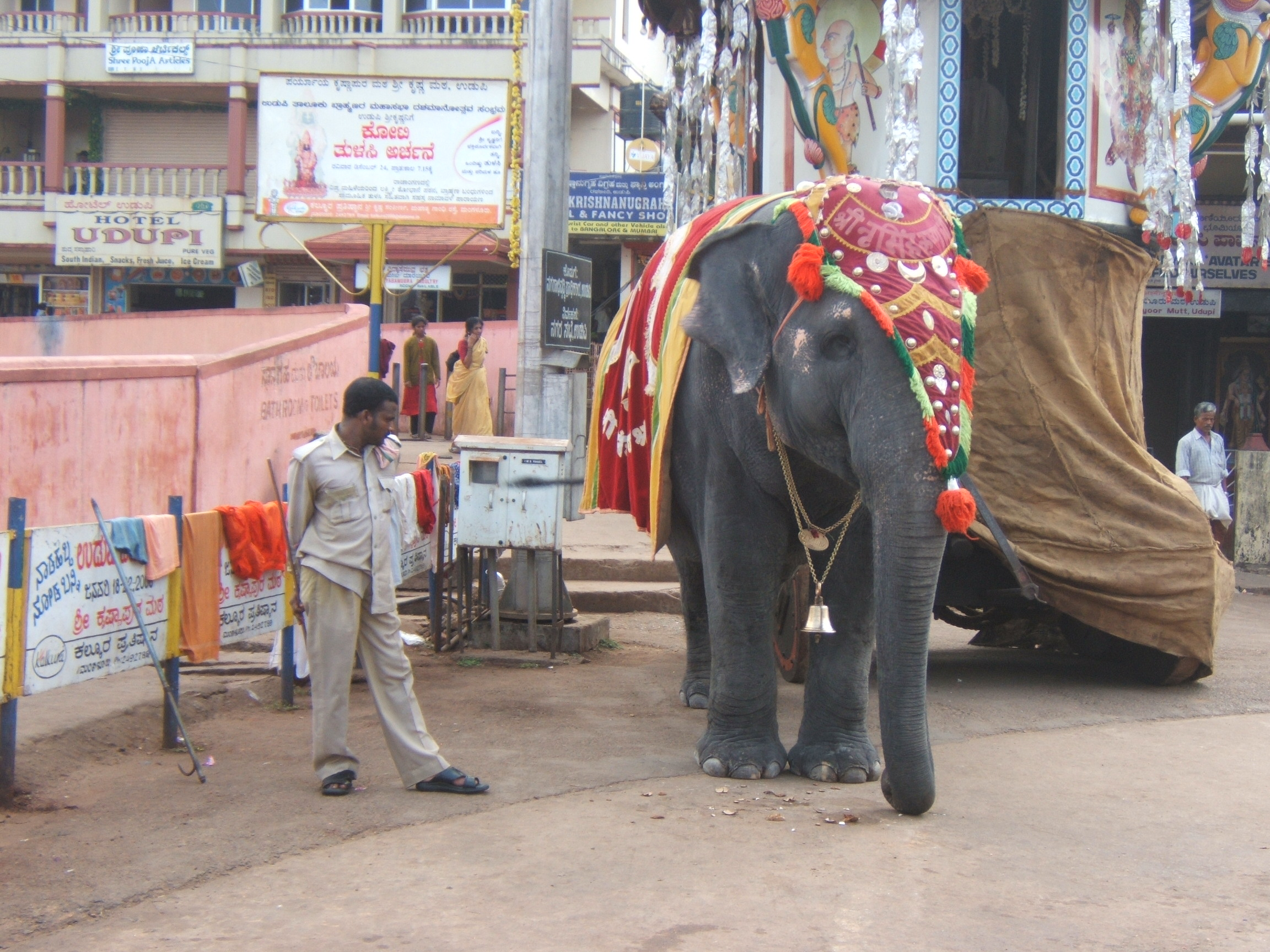
Храмовый слон

Управление матхом и поддержание храма Мадхвачарья передал своим 8 ученикам. Каждый из них основал в Удупи свой собственный матх. Все эти матхи известны как Ашта-матхи («восемь матхов»). Это Педжавара, Путхиге, Палимару, Адамару, Содхе, Каниюру, Ширур и Кришнапура. С тех пор, Ашта-матхи заведуют проведением ежедневных богослужений и управлением храма. Матхи выполняют эти обязанности поочерёдно, сменяя друг друга каждые два года. Передача управленческих функций от одного матха другому осуществляется в день фестиваля Парьяя, проводимого раз в два года. Каждый матх возглавляет Свами, который на два года становится главой администрации храма.
В XVI веке, когда храм находился под управлением Вадираджи Тиртхи, великий преданный Кришны Канака Даса пришёл в Удупи с целью поклониться божеству Шри Кришны в Шри Кришна-матхе. Так как Канака Даса был низкого происхождения, ему не позволили войти в храм. Обойдя вокруг святыни, он увидел маленькое окошко в задней части храма. Обрадовавшись возможности впервые лицезреть своего возлюбленного, Канака припал к этому окошку, где смог увидеть Кришну только со спины. Канака Даса, забывшись, начал петь Кришне хвалебный гимн. Люди, завороженные мелодией и словами его бхаджана, собрались вокруг. Они были поражены глубиной бхакти этого простолюдина. Тут, к великому удивлению сотен людей и священнослужителей, мурти Кришны развернулось и позволило Канаке получить даршан. И до сегодняшнего дня паломникам показывают то место и окошко (известное как канакана-кинди), возле которого Канака Даса пел свою песню и Кришна, тронутый чистой любовью и преданностью Канака Дасы, ответил на его любовь. Божество Кришны стоит лицом к канакана-кинди и по сегодняшний день. Таким образом, храм Кришны в Удупи является единственным индуистским храмом, в котором мурти стоит спиной ко входу.
Канака-кинди разукрашена барельефами с изображением десяти воплощений Вишну. Божество Бала-Кришны можно увидеть сквозь девять маленьких дыр. В левой руке Кришна держит верёвку, а в правой — мантхара-данду, палку для взбивания масла. Кришна-матх известен своими религиозными обычаями и традициями, а также как место изучения философии двайты. Это также центр Даса-сахитьи, одной из форм литературы, зародившейся в Удупи.

## Свами Ашта-матхов
Свами Ашта-матхов Удупи и их преемники:
| Матх       | Свами                       | Преемник                   |
| ---------- | --------------------------- | -------------------------- |
| Педжавара  | Вишвеша Тиртха Свами        | Вишвапрасанна Тиртха Свами |
| Палимару   | Видхьядиша Тиртха Свами     |                            |
| Адамару    | Вибхудеша Тиртха Свами      | Вишваприя Тиртха Свами     |
| Путхиге    | Сугунендра Тиртха Свами     |                            |
| Содхе      | Вишва-валлабха Тиртха Свами |                            |
| Каниюру    | Видья-валлабха Тиртха Свами |                            |
| Ширур      | Лакшмивара Тиртха Свами     |                            |
| Кришнапура | Видья-сагара Тиртха Свами   |                            |

## Галерея

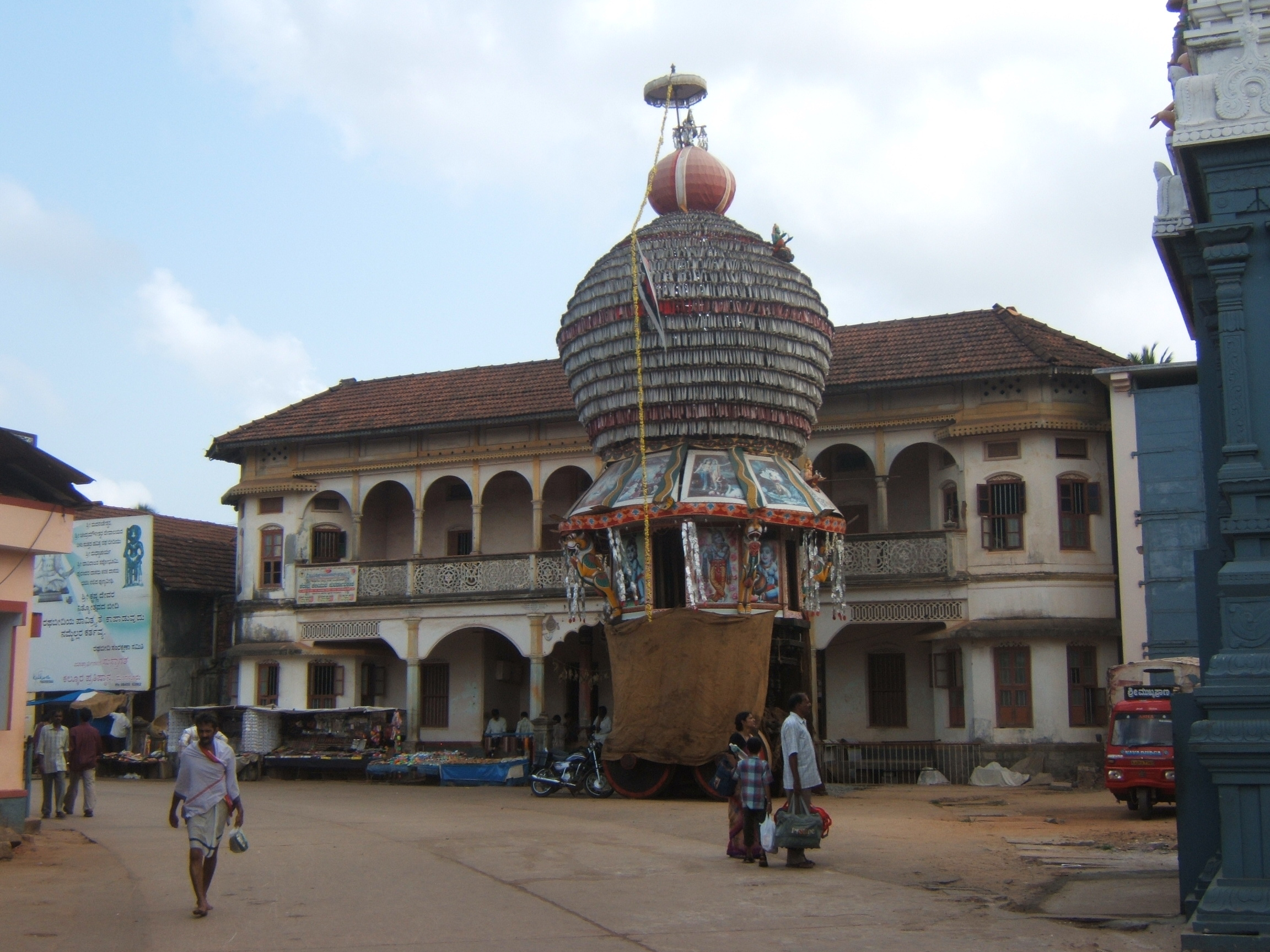
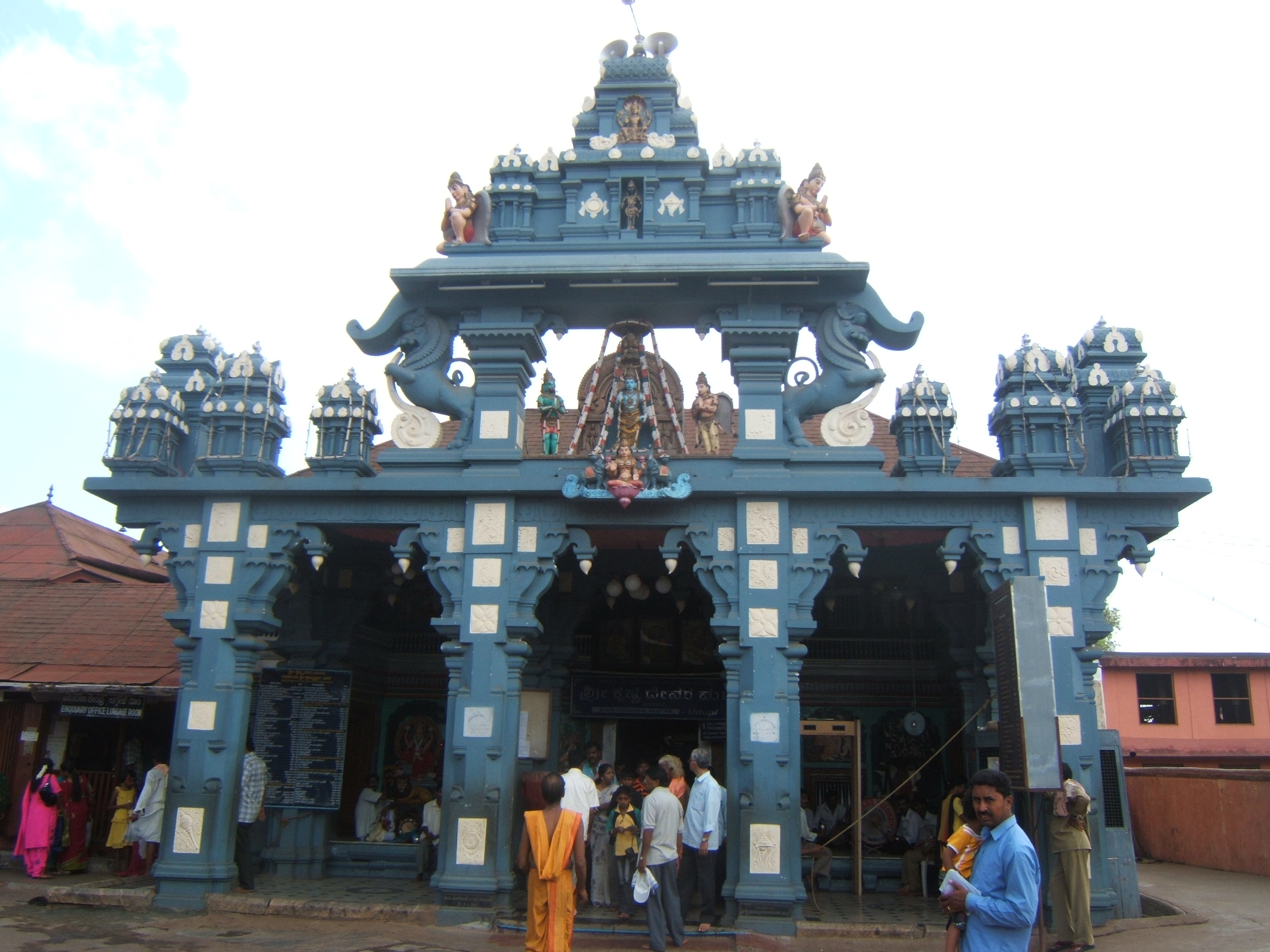
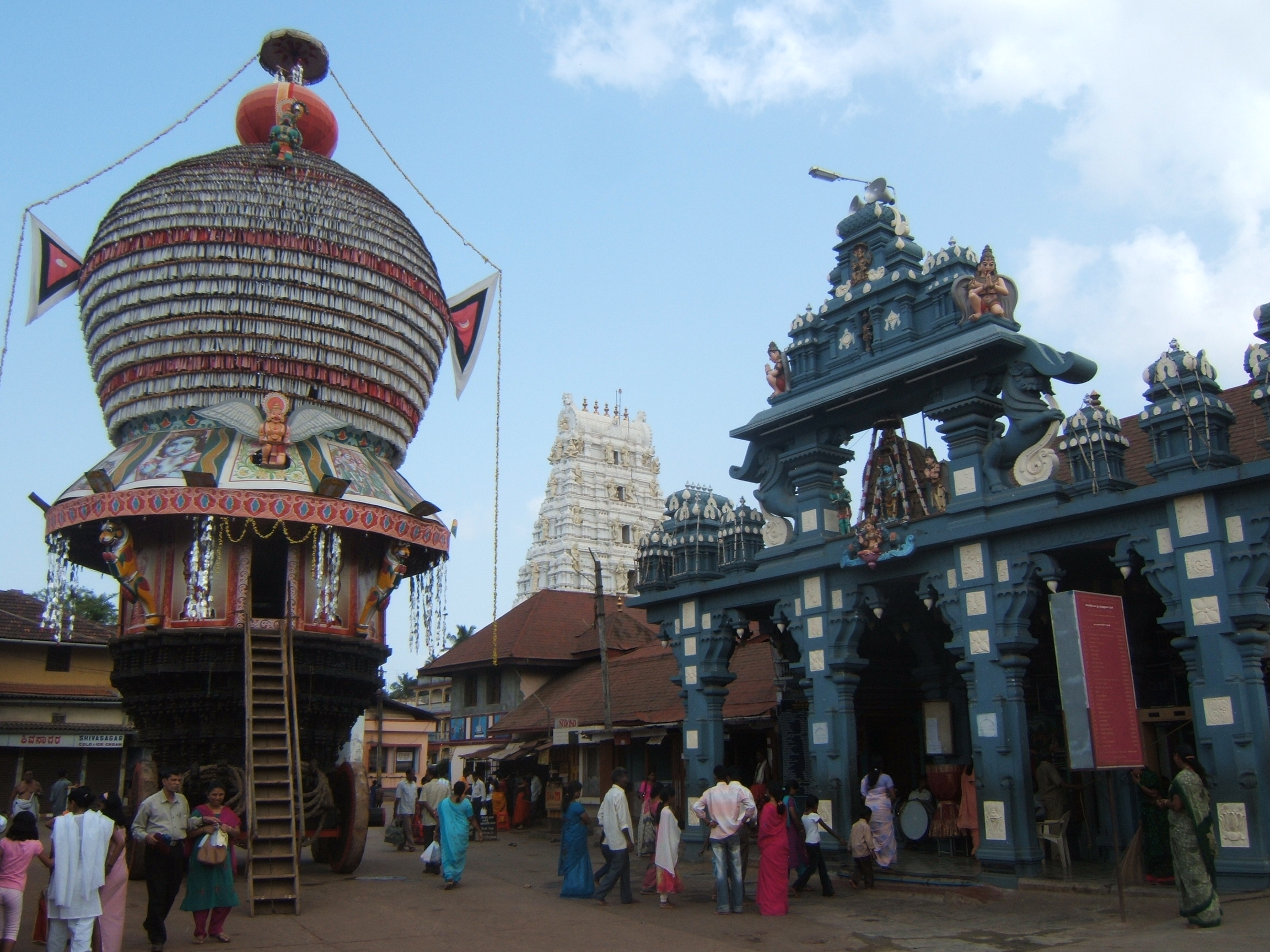
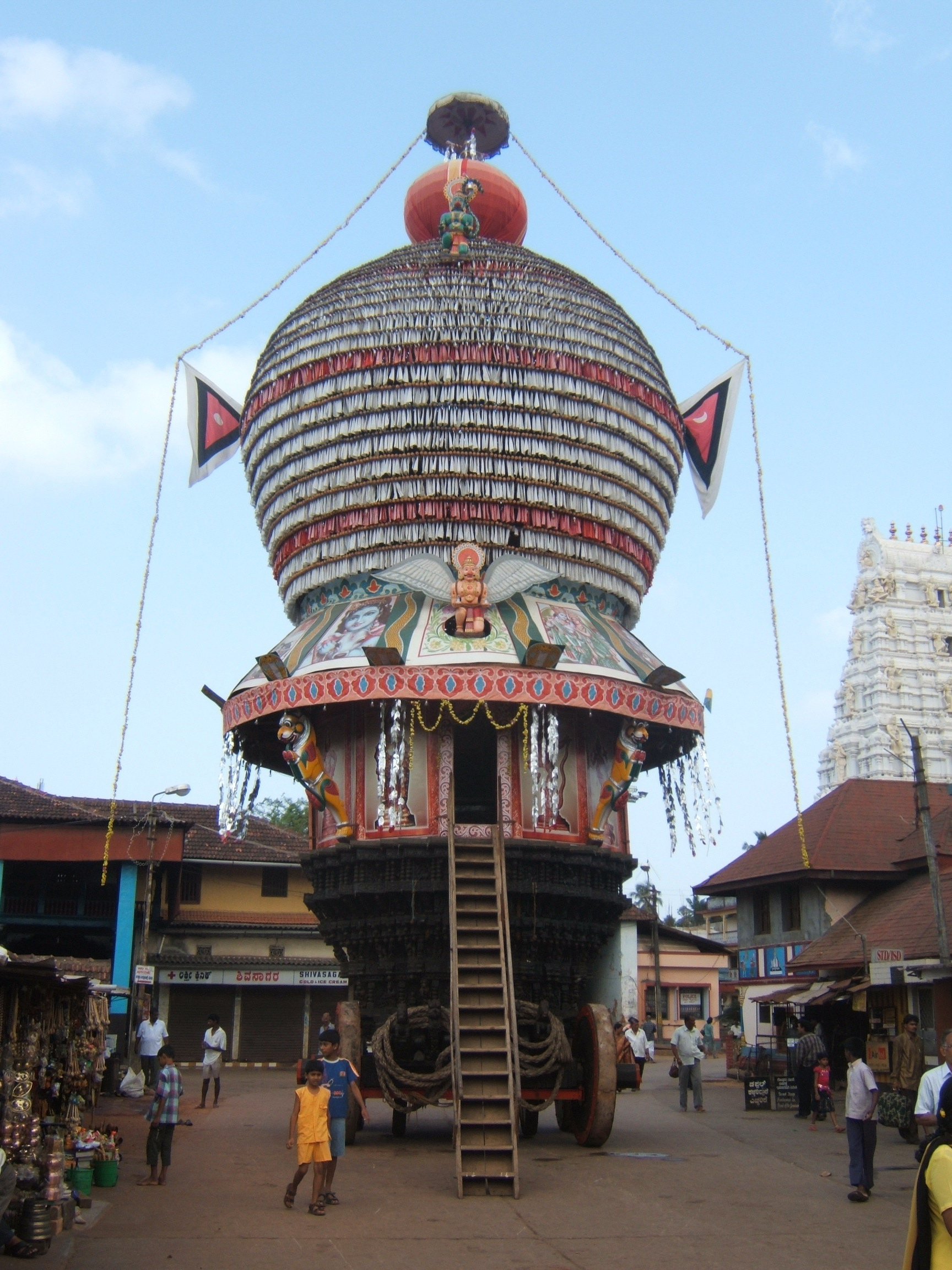
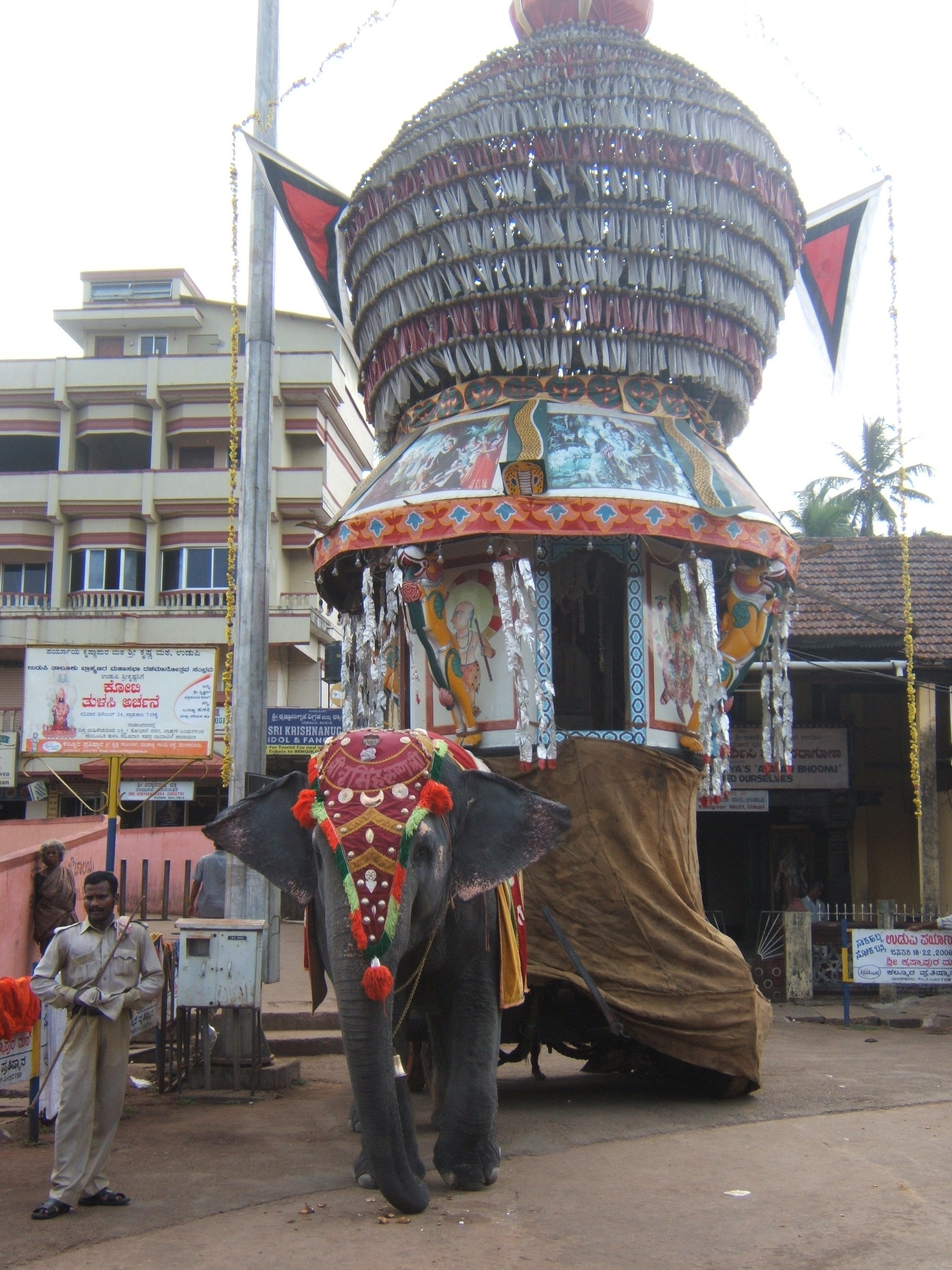
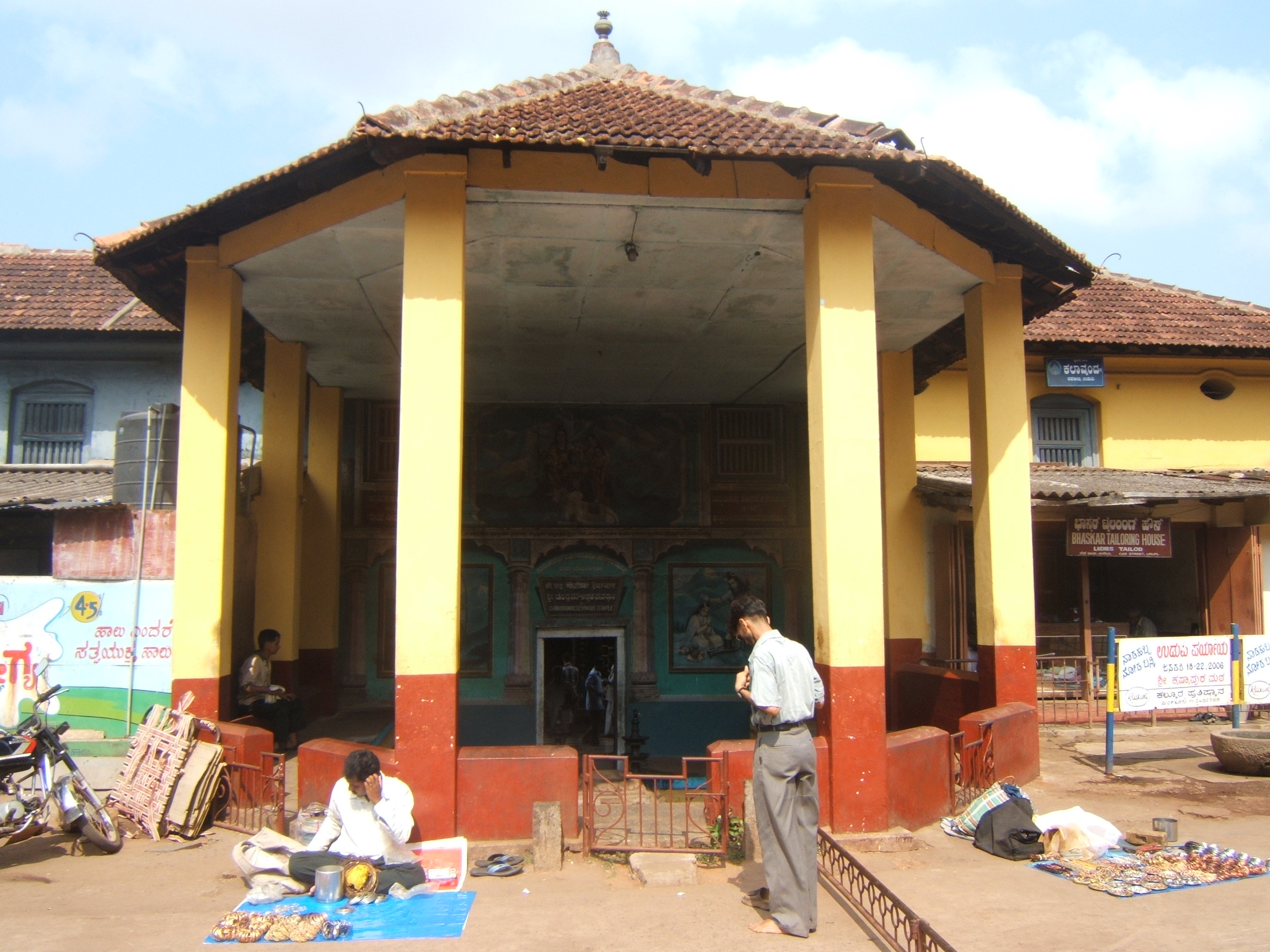
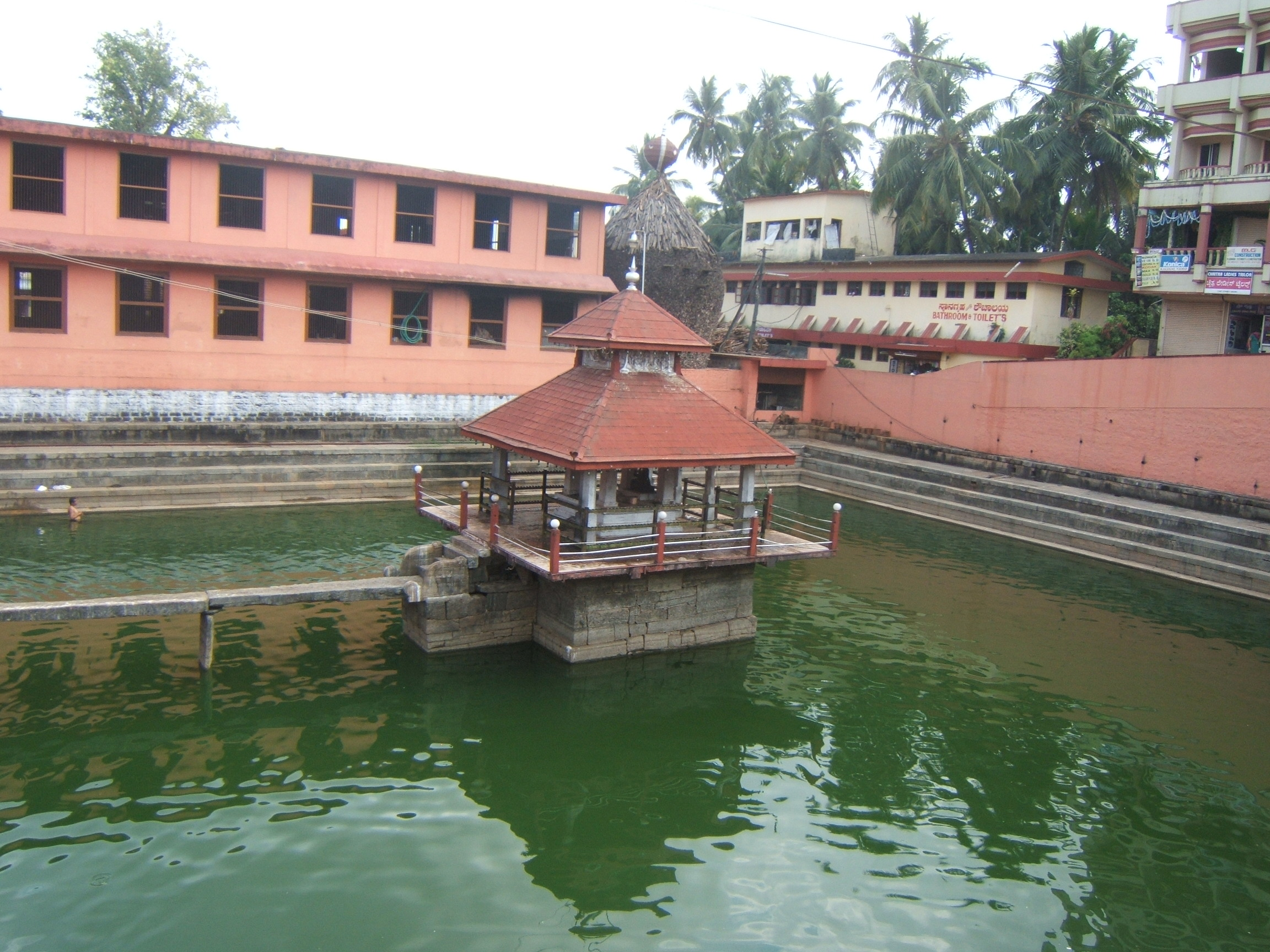
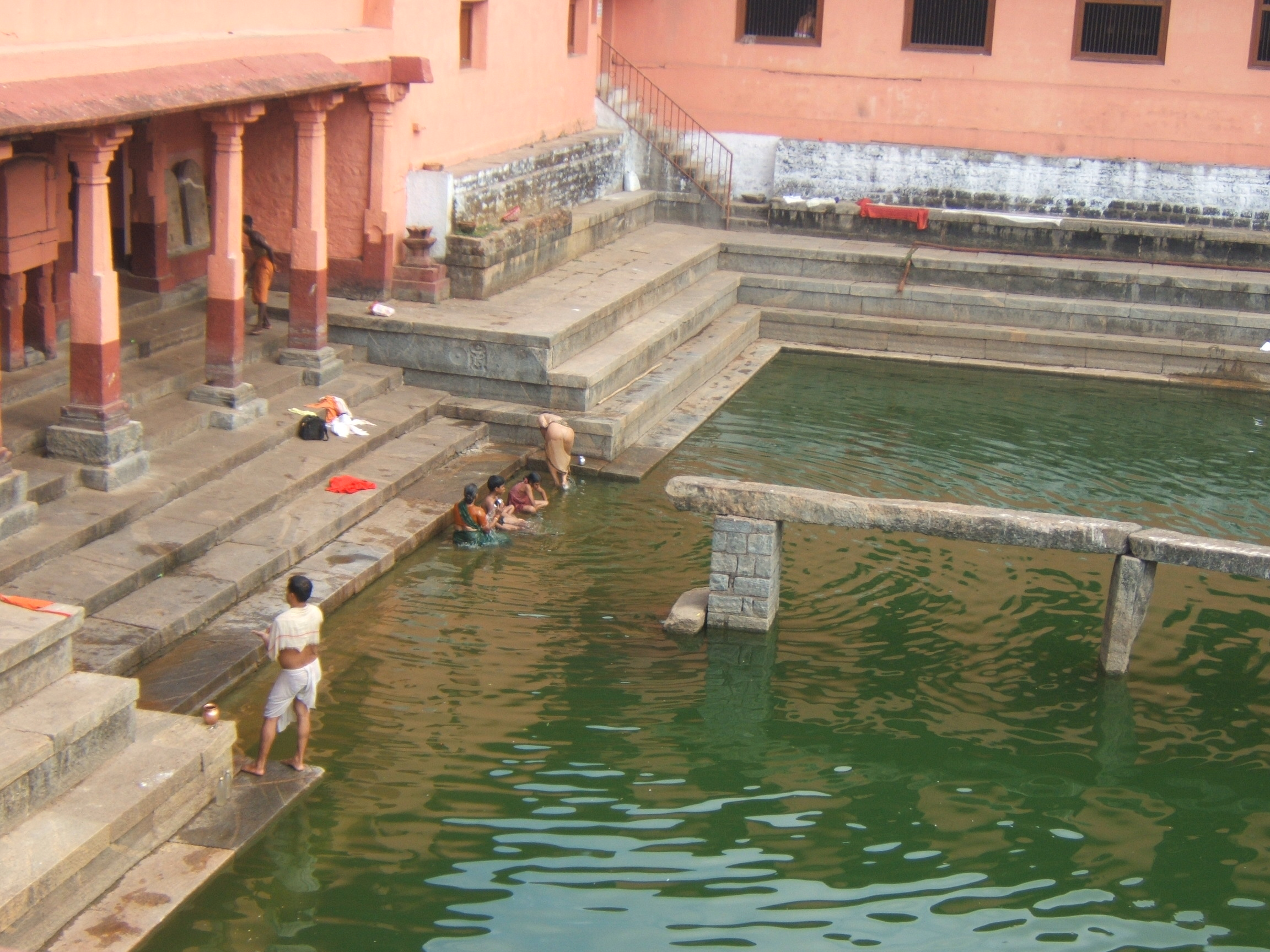